# Секей, Берталан
Берталан Секей (иногда ошибочно Шекели; наст. имя Бартоломей Секей, венг. Székely Bertalan; 8 мая 1835[…], Клуж-Напока — 21 августа 1910[…], Цинкота, Транслейтания) — венгерский живописец, последователь романтизма.

## Биография
Берталан Секей родился в Трансильвании. Его отец был секретарём суда. Его семья хотела, чтобы он стал инженером, но с 1851 по 1855 год он изучал живопись в Венской академии изобразительных искусств под руководством Иоганна Непомука Гейгера и Карла Раля. В 1855 году Секей возвращается в Трансильванию, где в течение следующих трех лет преподаёт рисование и пишет вывески для магазинов. В 1858 году он работает во владениях графов Айхельбургов, в том же году женится. Зимой 1859 года художник уезжает в Мюнхен, где продолжает своё образование у Карла фон Пилоти. Приблизительно с этого времени Секей всё больше своего внимания уделяет отображению на полотне событий венгерской истории.
В 1862 году Берталан Секей переезжает в Пешт. В 1863 году его картина «Бегство императора Карла VII» побеждает на художественном конкурсе, и на полученную денежную премию художник совершает поездку во Францию (Париж) и Голландию, из которой в 1864 году возвращается на родину. В 1871 году он стал одним из первых учителей, нанятых в новую «Венгерскую королевскую школу рисования» (сейчас «Венгерский университет изобразительных искусств»).
Кроме славы создателя полотен на историческую тематику, Б. Секей был известен как превосходный портретист. Свои лучшие произведения художник создаёт в 1870-е годы. В 1880-х годах он также занимается настенной живописью (Венгерский государственный оперный театр, Кафедральный собор в Пеште, ратуша в Кечкемете и др.). С 1902 года он — директор художественной школы.

## Галерея

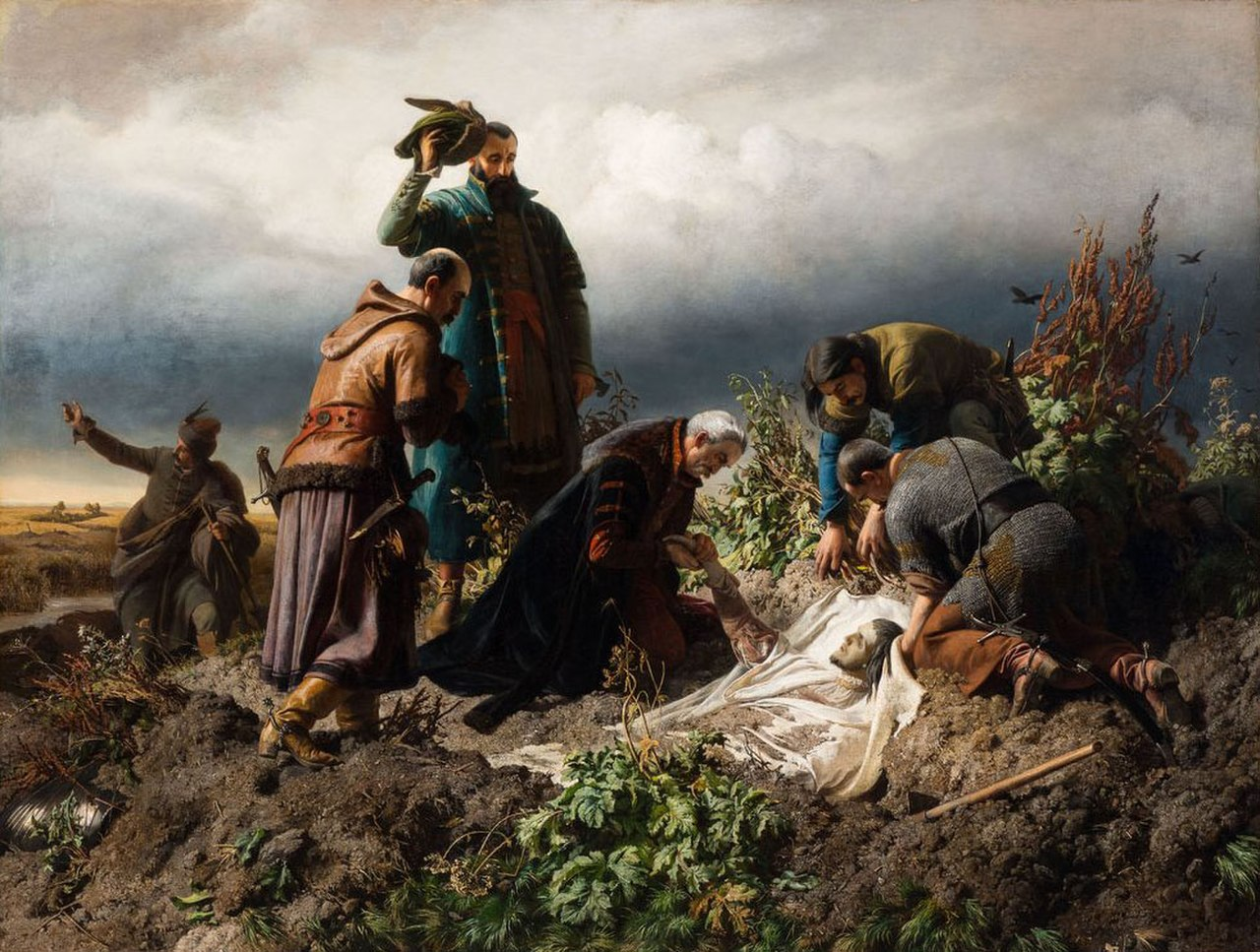
Обнаружение тела короля Людовика II (1860)
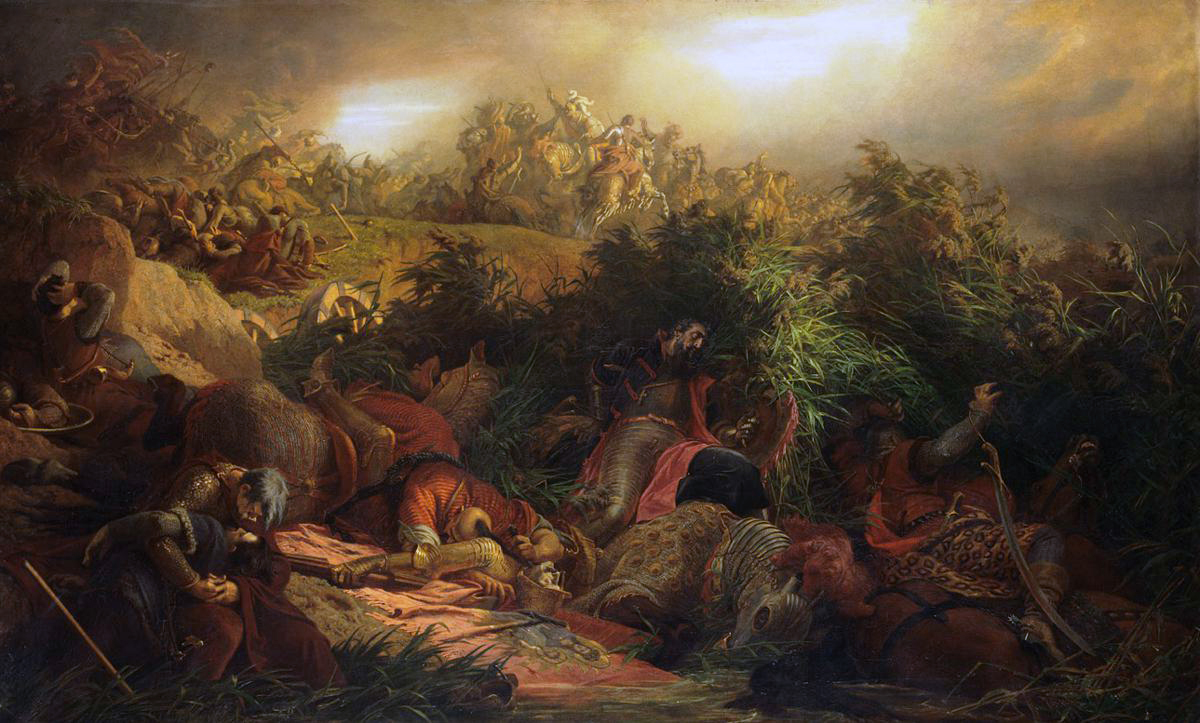
Мохачская битва (1866)
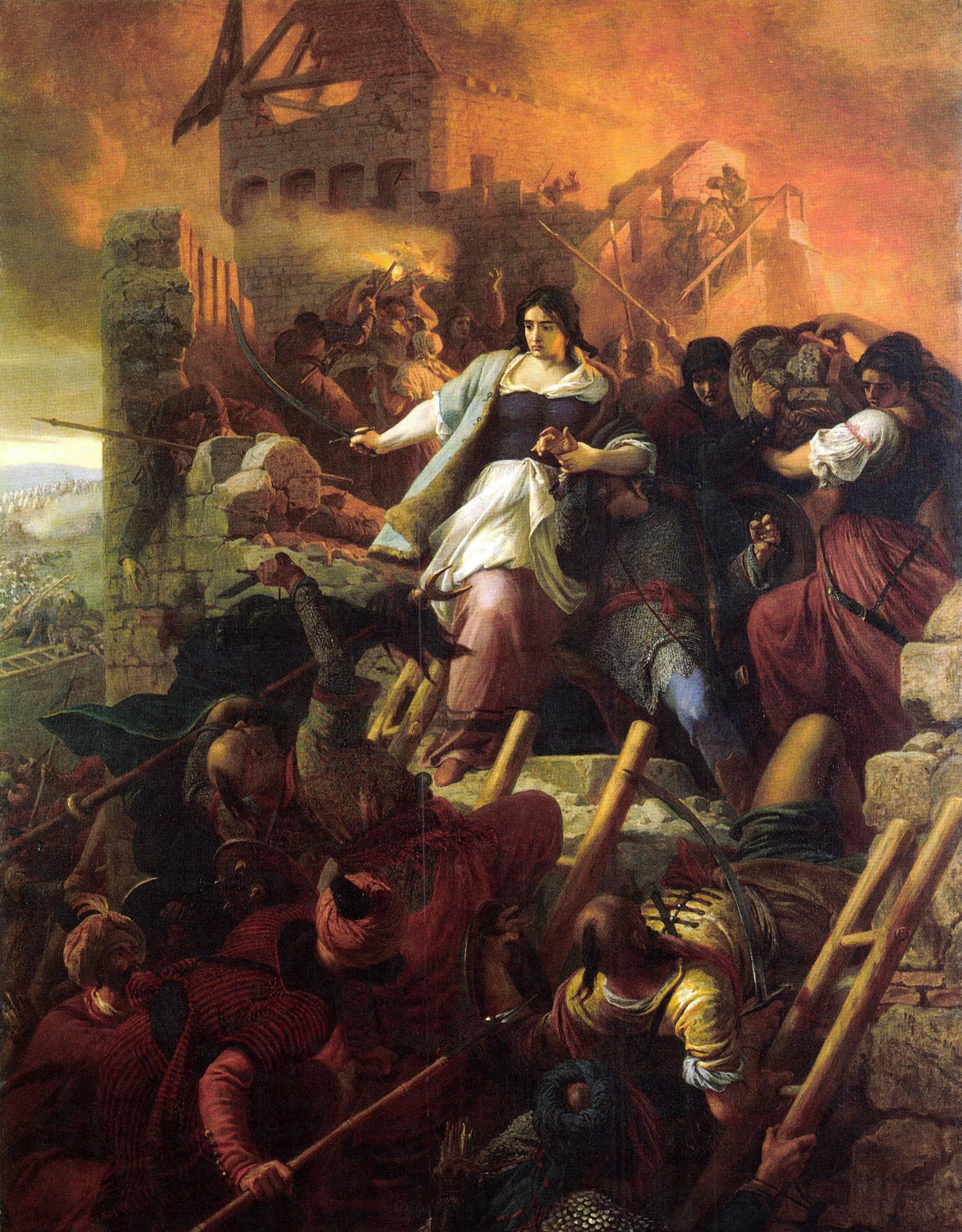
Женщины Эгера (1867)
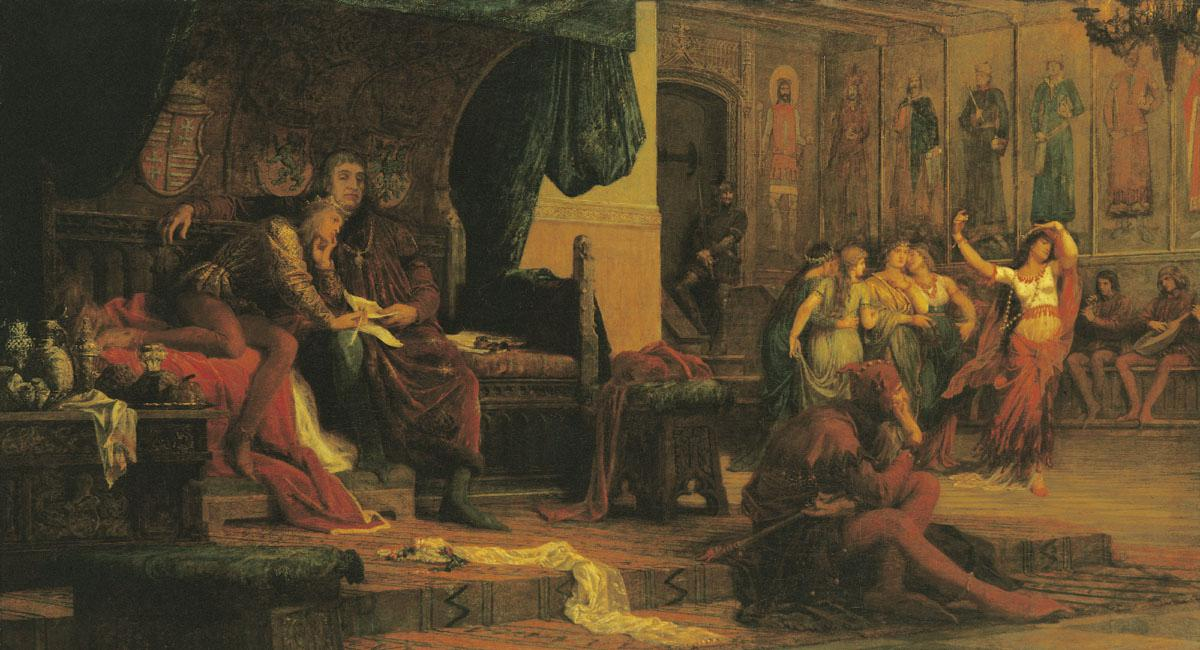
Король Ласло V и Улих Цилли (1870)
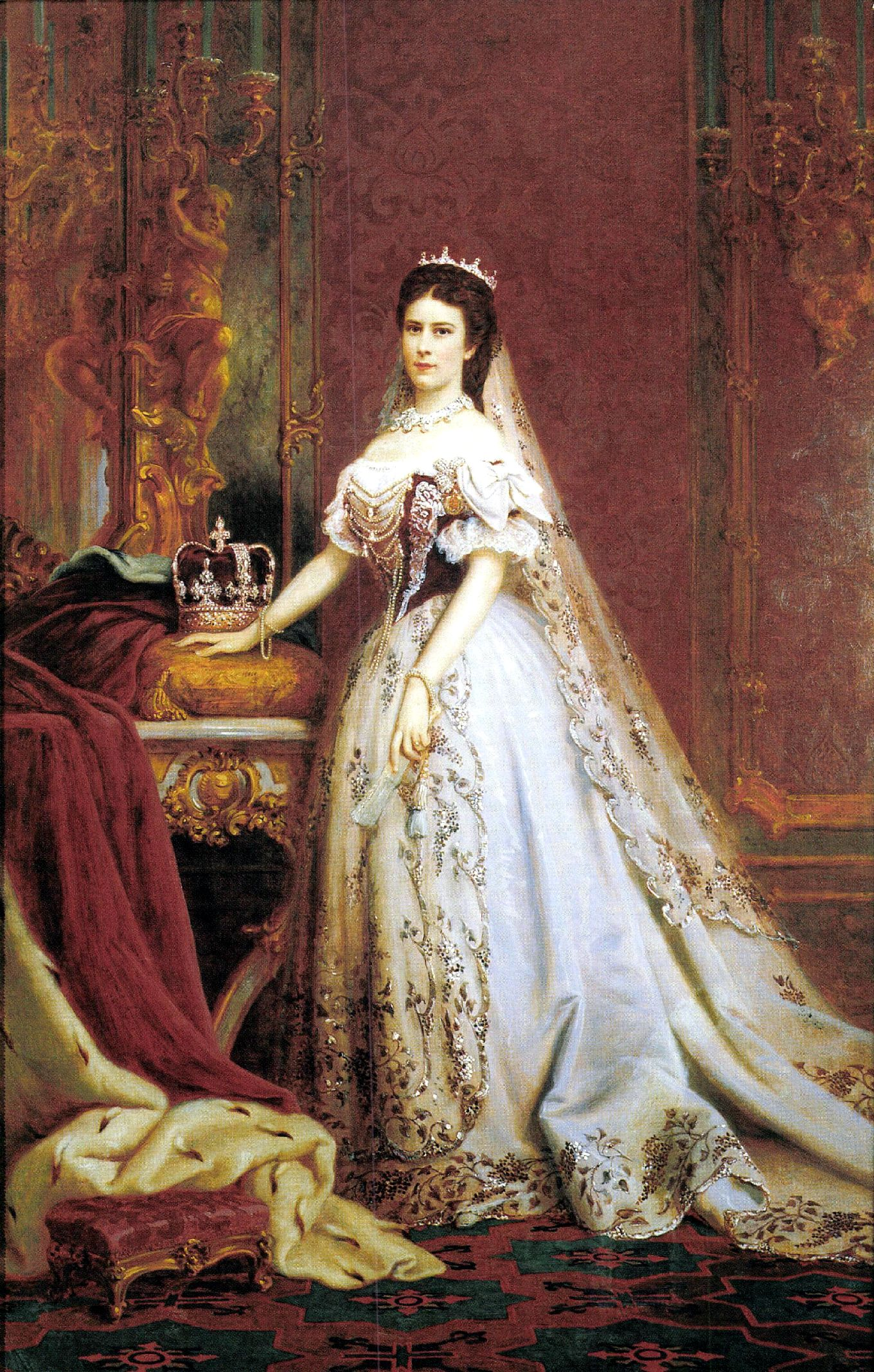
Портрет императрицы Елизаветы Австрийской
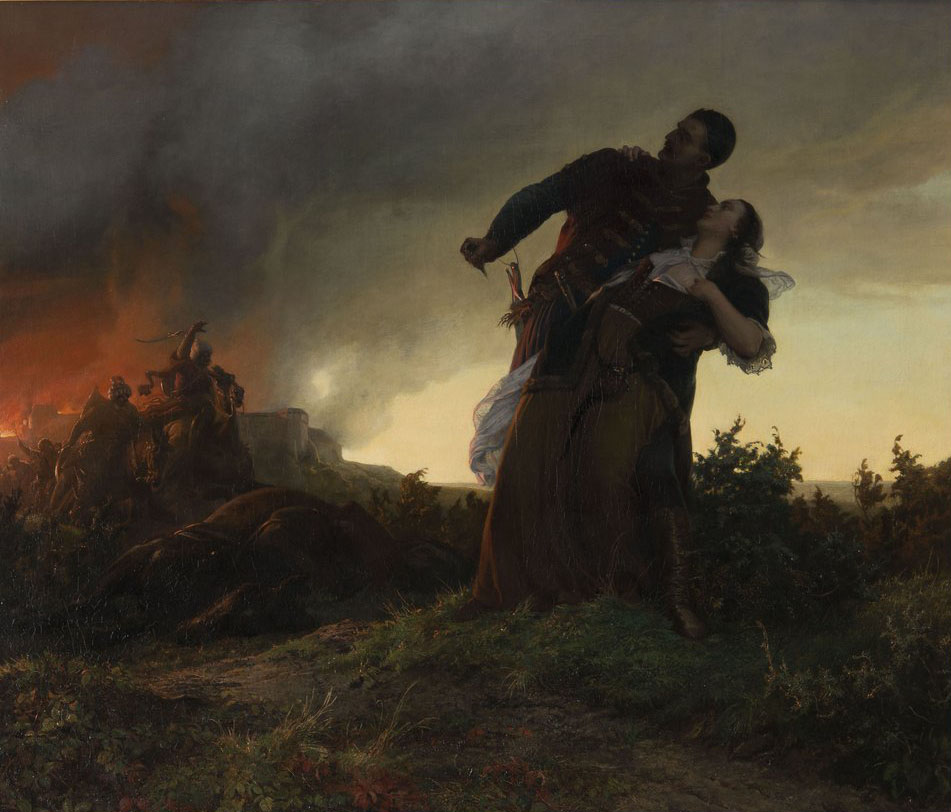
Миклош Добоци и его жена
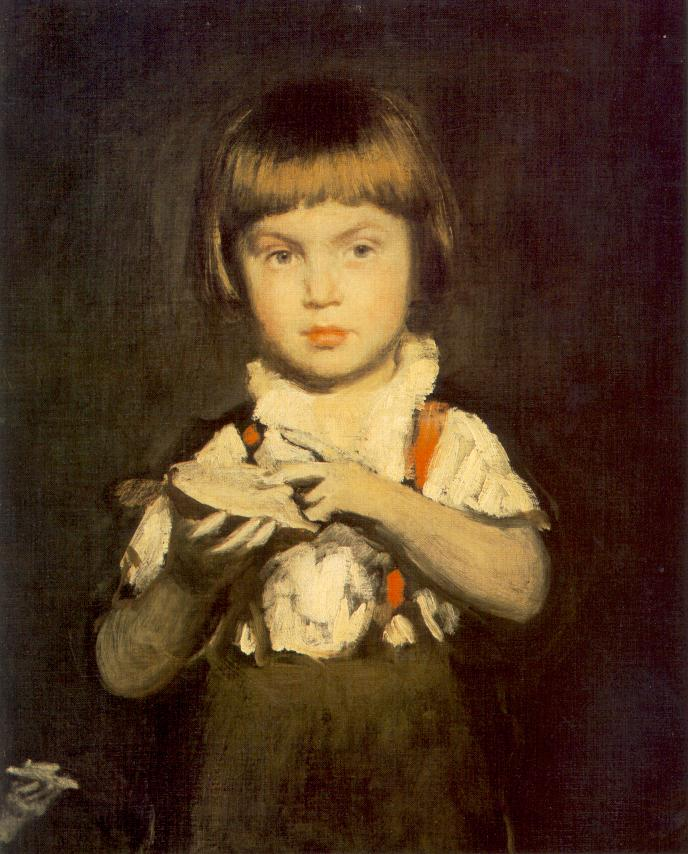
Мальчик с хлебом с маслом (ок.1875)
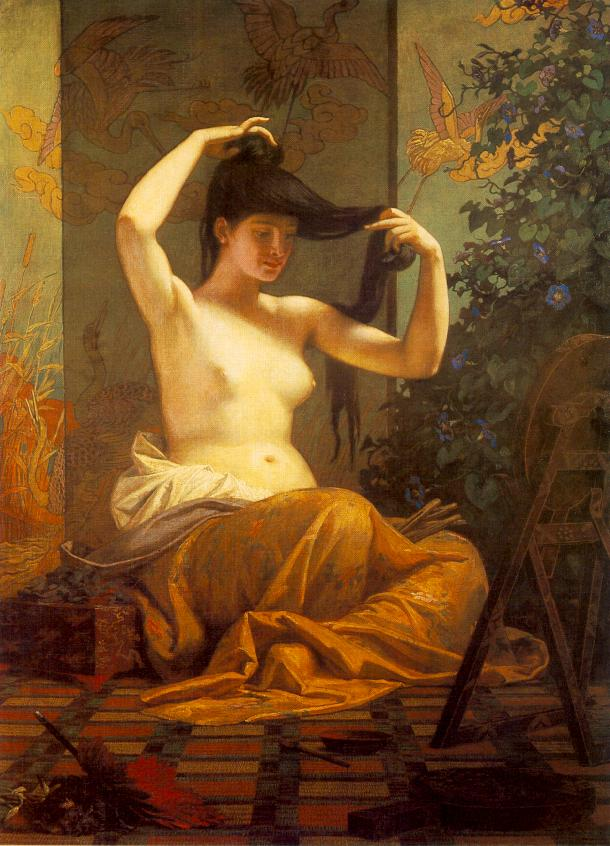
Японка (1903)
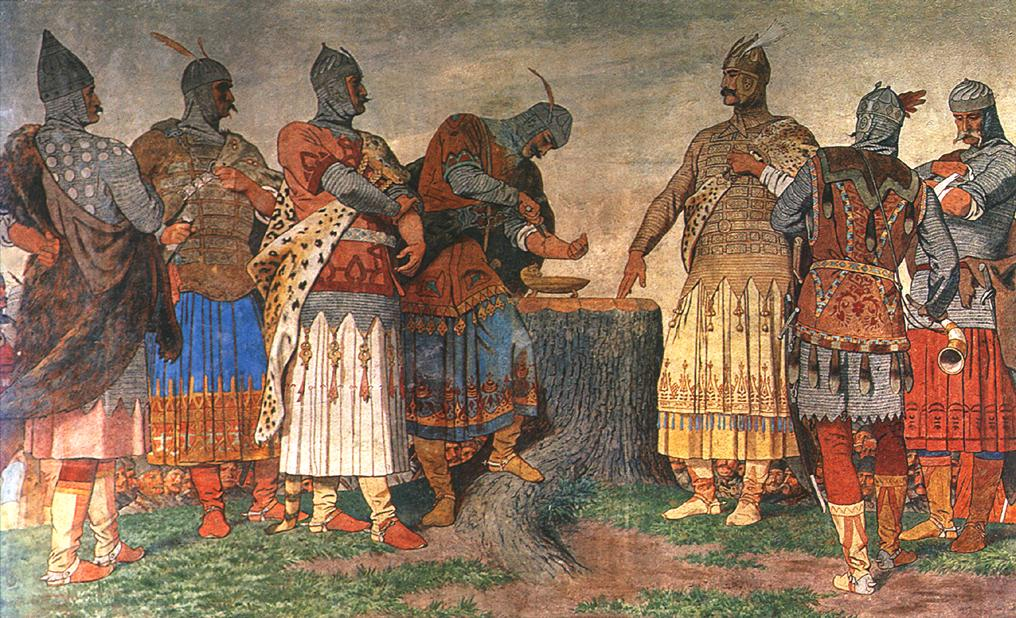
Клятва на крови венгерских вождей (1896-99)
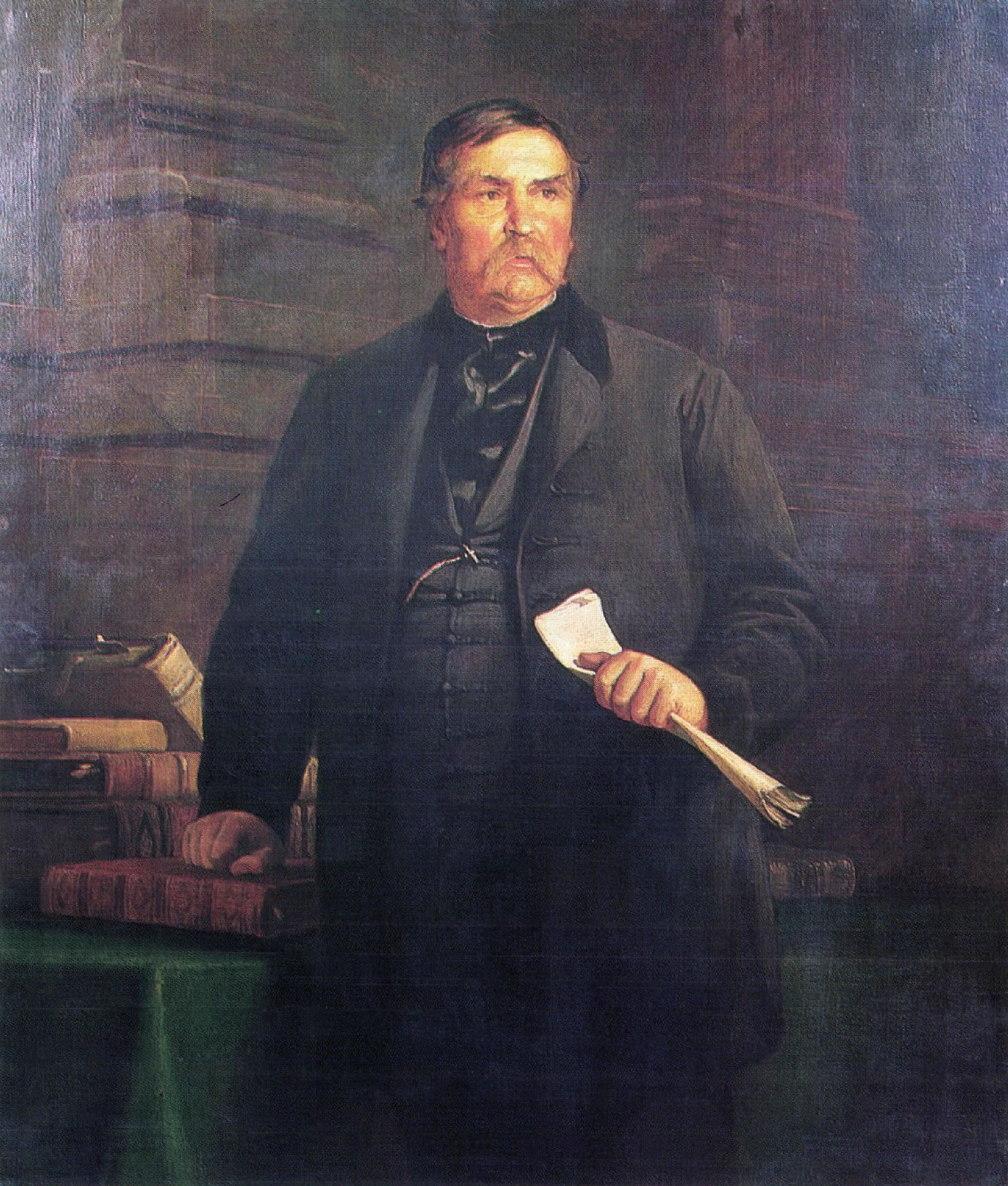
Портрет Ференца Деака (1869)
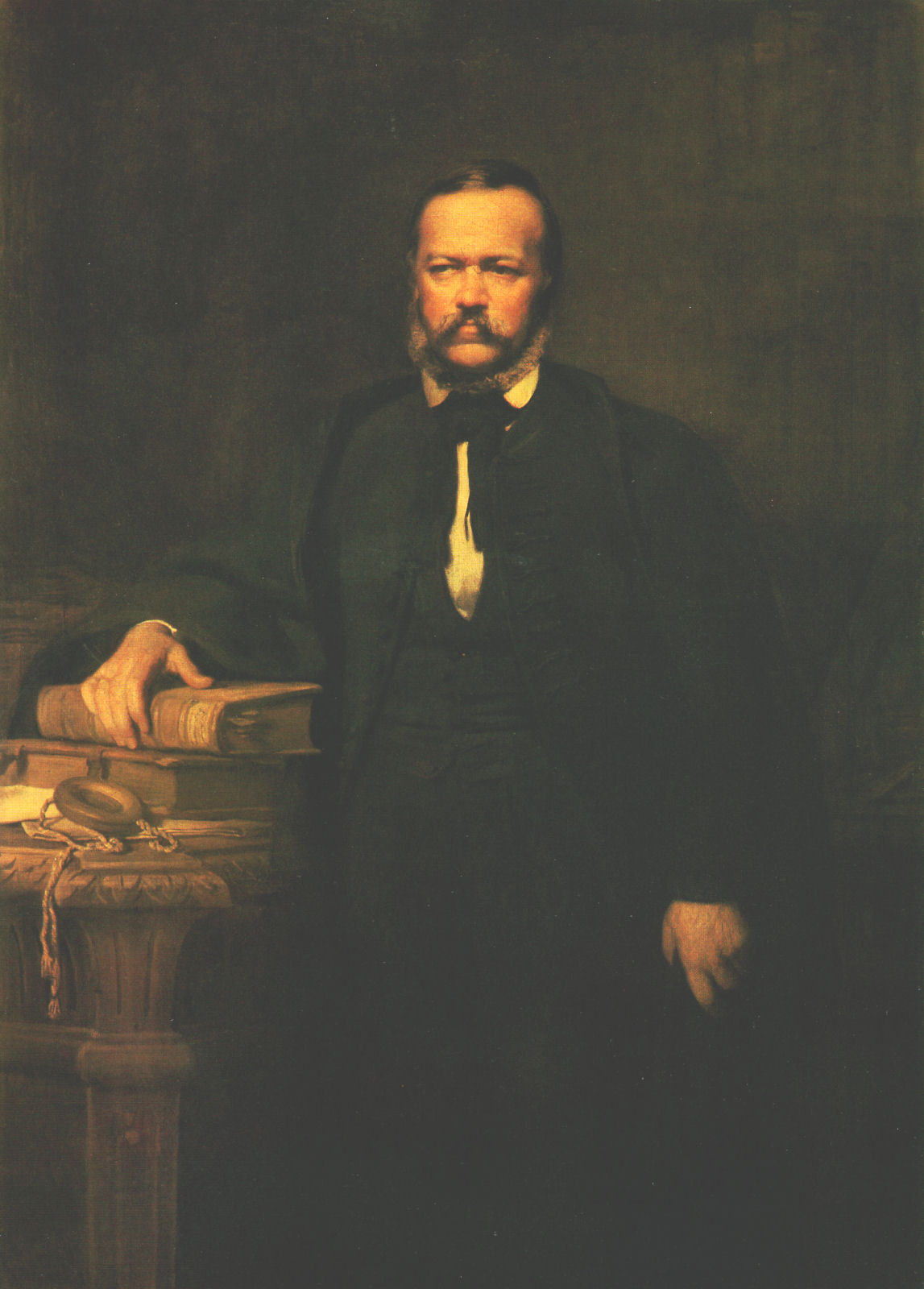
Портрет Л. Салая. (1864)
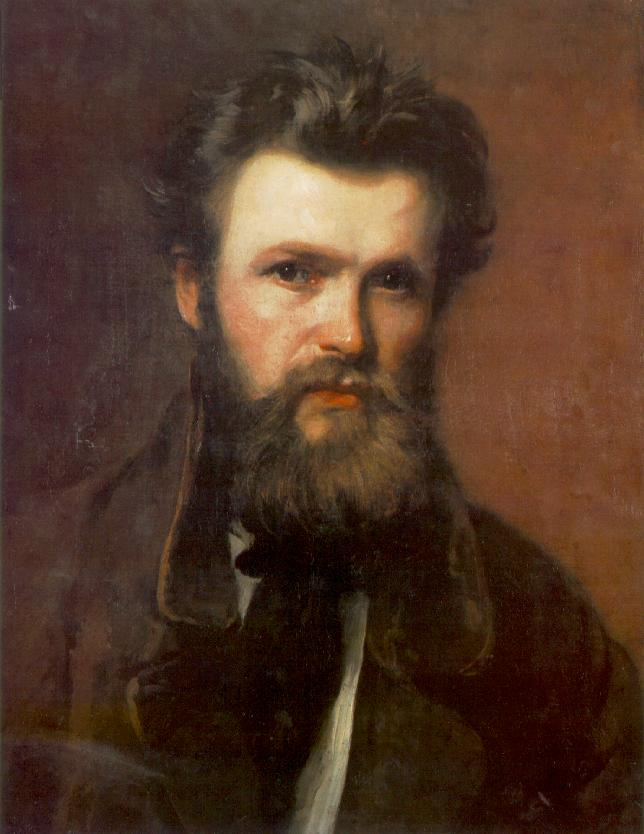
Портрет скульптора Миклоша Ижо